# Grazalema
Grazalema è un comune spagnolo situato nella comunità autonoma dell'Andalusia. La località dà il nome al Parque Natural de la Sierra de Grazalema, riserva della biosfera dal 1977.

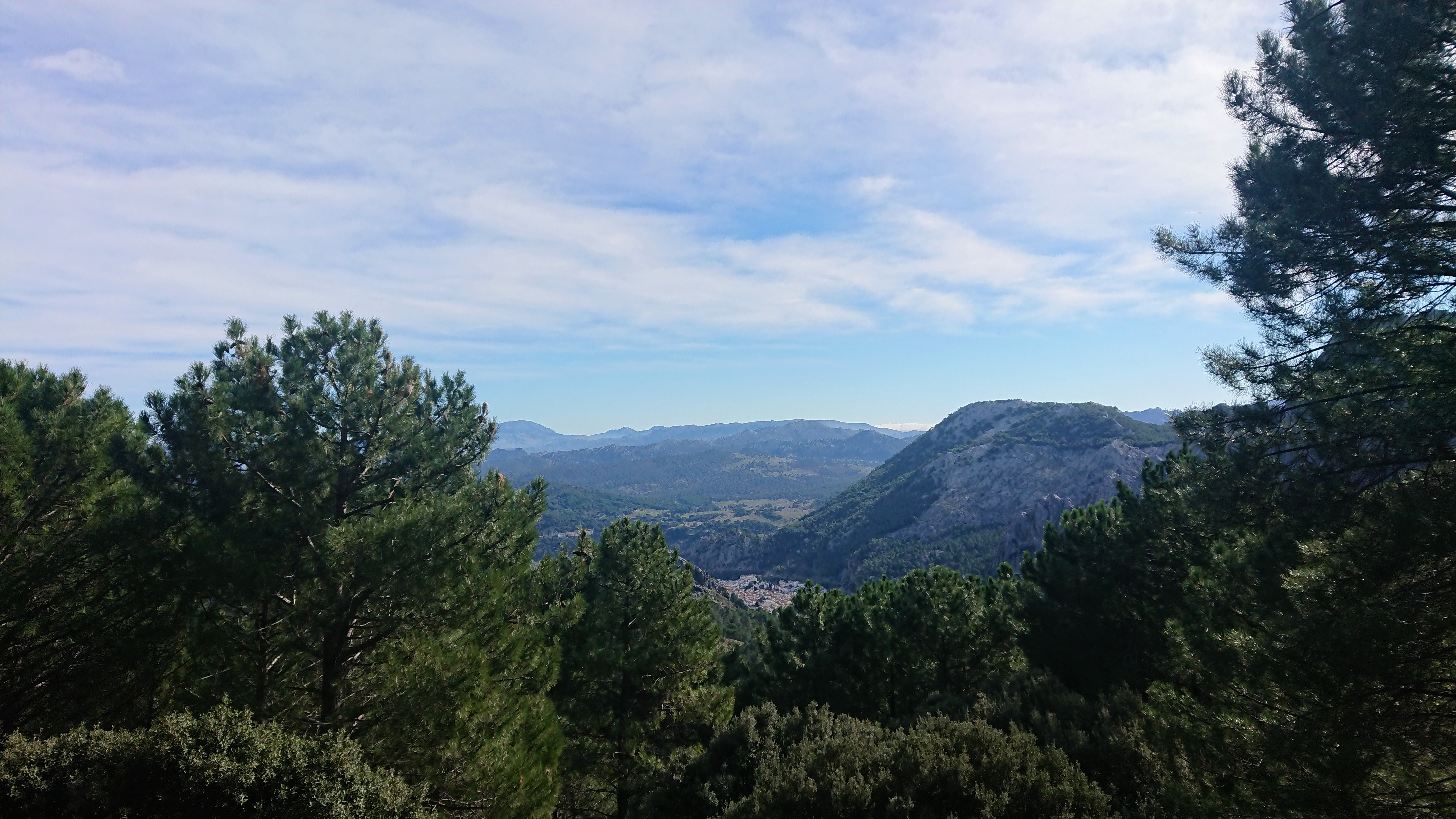
Grazalema.

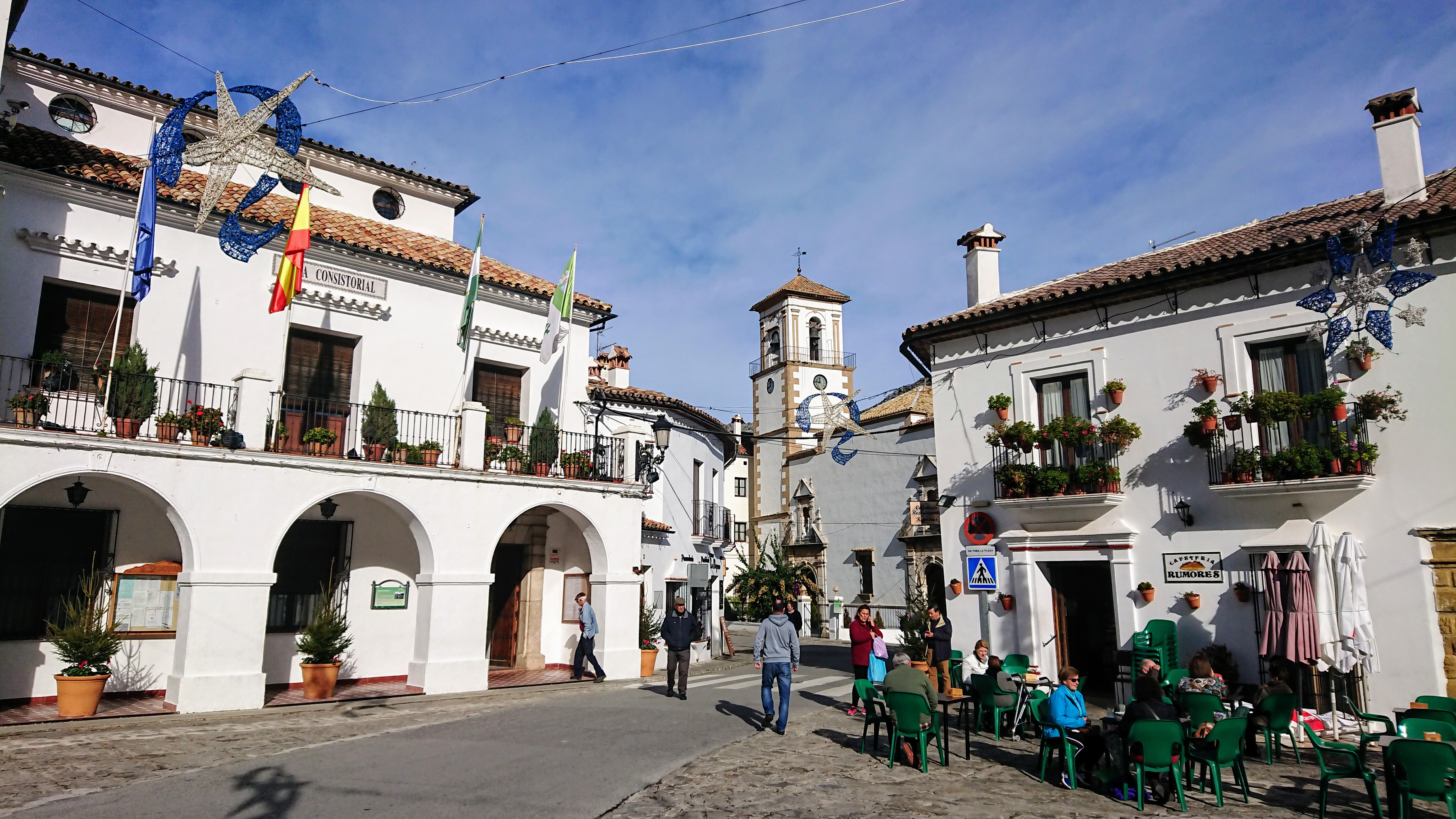
Plaza del ayuntamiento.

Nel territorio comunale si trovano le sorgenti del fiume Guadalete.

## Società

### Evoluzione demografica
Evoluzione demografica di Grazalema dal 1900.